# 厄特沃什·彼得
厄特沃什·彼得（匈牙利語：Eötvös Péter，1944年1月2日—2024年3月24日），又作彼得·埃特沃斯，匈牙利作曲家、指挥家。

## 生平
厄特沃什出生于奥多尔黑尤-塞库耶斯克（今属罗马尼亚），14岁即被柯达伊·佐尔坦录取至布达佩斯音乐学院，1965年毕业。1966年获得科隆音乐学院奖学金，前往德国科隆学习指挥。1968至1976年，与卡尔海因茨·施托克豪森的乐团一起合作。1971至1979年，在西德广播公司电子音乐工作室（Studio für elektronische Musik）工作。从1979年到1991年，他接过皮埃尔·布列兹的指挥棒，担任巴黎当代乐团音乐总监。
1991年，厄特沃什在布达佩斯为青年指挥和作曲家创立了国际厄特沃什研究所（International Eötvös Institute）。他曾在卡尔斯鲁厄音乐学院（1992－1998年、2002年－）和科隆音乐学院（1998－2001年）任教，还定期在世界各地举办大师班和研讨会。
厄特沃什常受邀指挥各大知名乐团，包括皇家音乐厅管弦乐团、柏林爱乐乐团、慕尼黑爱乐乐团、维也纳爱乐乐团、巴伐利亚广播交响乐团、法国广播爱乐乐团、BBC交响乐团、克利夫兰管弦乐团、NHK交响乐团等等，也曾在斯卡拉大剧院、皇家歌剧院、皇家铸币局剧院、沙特雷剧院等知名歌剧院指挥过。厄特沃什在BBC交响乐团、布达佩斯节日管弦乐团、匈牙利国家爱乐乐团、斯图加特广播交响乐团等地担任首席客座指挥，1994到2004年间，厄特沃什是希尔弗瑟姆广播室内乐团的首席指挥。

## 个人荣誉（部分）
- 1988年：法国艺术与文学勋章
- 1997年：巴托克奖（匈牙利）
- 2000年：回声音乐古典奖（德国）
- 2002年：科苏特奖（匈牙利）
- 2011年：威尼斯双年展金狮奖

## 作品（部分）
管弦乐作品
- 1993：Psychokosmos
- 1995：Atlantis
- 1998：Zwei Monologe
- 1999：zeroPoints
- 1999：Replica
- 2002：IMA
- 2003：Jet Stream
- 2006：Seven – Memorial for the Columbia Astronauts
- 2008：双钢琴协奏曲
- 2011：大提琴大协奏曲
- 2012：DoReMi
- 2012：The Gliding of the Eagle in the Skies
- 2013：Speaking Drums
- 2016：Alle vittime senza nome
- 2018：Reading Malevich

合奏作品和室内乐
- 1985－1990：Steine
- 1990：Brass – The Musical Space
- 1992：Korrespondenz
- 1993：Triangel
- 1993：Psalm 151
- 1996：Psychokosmos: PSY Trio
- 1996：Shadows
- 2007：管乐八重奏
- 2007：女高音和管乐八重奏
- 2010：Schiller: energische Schönheit
- 2011：Herbsttag
- 2014：da capo (Mit Fragmenten aus W. A. Mozarts Fragmenten)
- 2016：The Sirens Cycle
- 2018：Secret Kiss

独奏作品
- 1993：Psalm 151（纪念弗兰克·扎帕的作品，打击乐独奏）
- 1993/2001：Derwischtanz
- 1998：zwei Gedichte für Polly
- 2003：Erdenklavier – Himmelklavier
- 2011：Dances of the Brush-Footed Butterfly

歌剧
- 1975：Rademes
- 1998：Harakiri
- 1996：As I Crossed A Bridge Of Dreams
- 1996－1997：Tri sestri（与契诃夫作品《三姐妹》同名）
- 2002：Le Balcon（与让·热内作品《阳台》同名）
- 2004：Angels in America（与东尼·库许纳作品《天使在美国》同名）
- 2008：Lady Sarashina（基于日本文学《更级日记》）
- 2008：Love And Other Demons（与马尔克斯作品《爱情和其他魔鬼》同名）
- 2009：Die Tragödie des Teufels
- 2013：Paradise reloaded （Lilith）
- 2014：Der goldene Drache（基于施梅芬尼同名作品《金龙》）
- 2015：Senza sangue（与亚历山大·巴利科作品《不流血》同名）